# Personaggi di Spyro the Dragon
Questa lista comprende i personaggi della serie di videogiochi Spyro the Dragon.

## Personaggi principali

### Spyro the Dragon
Spyro the Dragon, conosciuto semplicemente come Spyro, il protagonista della serie, è un giovane draghetto viola con corna,ventre e cresta di colore giallo e ha delle ali di colore rosso.Ha un carattere particolarmente spavaldo e testardo ed è considerato il Prescelto dal suo villaggio di Draghi e combatte senza sosta per aiutare i suoi simili e i più deboli di lui. Vive nel Regno dei Draghi insieme a Sparx la libellula e ai suoi amici, tra cui Hunter, Zoe e molti altri. È il personaggio principale di ogni capitolo della serie ed in molti casi anche l'unico giocabile, infatti solo in alcuni capitoli della saga non sarà l'unico ad essere controllabile(come nel terzo o in a Hero's Tail). Data la sua giovane età non sa volare, essendo capace solo di planare. Ha una cotta per Elora, ricambiato è anche l'unico drago capace di nuotare, infatti, la sua specie ha paura dell'acqua, per ovvie ragioni. Non si sa chi siano i suoi genitori, e non ha parenti conosciuti, essendo apparentemente orfano. In The Legend of Spyro viene allevato dalle libellule che hanno trovato il suo uovo e solo da pre-adolescente scopre di non essere una libellula.

### Sparx
Sparx è una libellula gialla, compagna perenne di Spyro. Fin dal primo gioco della serie ha sempre accompagnato il piccolo draghetto nelle sue avventure.
Nel gioco funge come barra di energia del protagonista: se Spyro viene colpito, la libellula diventa blu, se viene colpito ancora diventa verde e ad un altro colpo scompare (ad eccezione di Spyro: A Hero's Tail, in cui è possibile aumentare la vitalità della libellula), lasciando Spyro senza ulteriori difese. Per recuperare energia, Spyro deve uccidere gli animali innocui presenti sul campo di gioco che poi si trasformeranno in farfalle che verranno mangiate da Sparx aumentando la sua energia, e di conseguenza cambierà colore.
In Spyro: Enter the Dragonfly per PlayStation 2 viene detto che le libellule sono le più grandi compagne di un drago e la fonte dei loro poteri, infatti, sempre in quel gioco, il malvagio Ripto rapisce tutte le libellule per sconfiggere i draghi, ma Spyro riesce a salvarle grazie al soffio di bolle.
In alcuni livelli di Spyro: Year of the Dragon e a seguire in altri episodi della serie, sono presenti dei minigiochi dove si utilizza Sparx. In queste sessioni la libellula deve farsi largo in un labirinto popolato da centinaia di aragoste, ragni, creature marine o insetti per trovare le chiavi colorate che la porteranno alla fine del livello. Dopo aver sconfitto tutti gli insetti che fanno da guardia alle chiavi sparando delle sfere (ovviamente potenziabili attraverso alcuni oggetti) e aver aperto tutte le porte con le rispettive chiavi, bisogna sconfiggere il boss di fine livello, un insetto molto più grosso degli altri per raggiungere l'obiettivo. Invece per Spyro: A Hero's Tail Sparx dovrà soltanto superare delle gallerie evitando o sconfiggendo i nemici, finendo il minigioco una volta si ottiene un uovo di drago, se lo si finirà una seconda volta si otterrà una gemma di luce.

### Hunter
È un ghepardo antropomorfo e compagno di Spyro dal secondo capitolo della serie, rivestendo anche il ruolo di allenatore che insegnandogli come planare e come fare grandi salti. Sfida spesso Spyro a diversi giochi, dandogli delle sfere in caso di vittoria, e lo aiuta a sconfiggere Ripto lanciandogli le sfere potenziate da Elora e dal Professore. Nel terzo capitolo aiuta Spyro a trovare le uova di drago e vive una piccola storia d'amore con la maga Bianca. In Spyro: Year of the Dragon e Spyro: A Hero's Tail è anche un personaggio giocabile.Hunter non è molto intelligente ed è molto distratto, come fatto notare più volte da Elora, e perde spesso le proprie cose. È abbastanza atletico, essendo un ghepardo, infatti, può correre molto velocemente e a lungo e sa fare balzi altissimi. È anche un abile pilota ma essendo un felino ha paura dell'acqua. La sua rintronaggine porterà all'arrivo del perfido Ripto ad Avalar, poiché, per errore, Hunter aprirà un portale tra Avalar e il regno del malvagio Stregone.

### Bianca
Strega buona che appare nel terzo capitolo come alleata della malvagia Maga. Verso la fine del gioco, però, dopo che Hunter cade in una trappola della Maga, scopre che voleva catturare le uova di drago per usare prendere le ali dei cuccioli, dato che sono l'ingrediente di una magia che le darebbe l'immortalità, così si ribella a lei e libera Hunter, e i due si innamorano. Bianca è presente anche nell'episodio seguente della saga: Spyro: Enter the Dragonfly, dove aiuta Spyro a trovare le libellule lanciandogli un incantesimo che gli permette di usare una maggiore varietà di soffi, tra cui il soffio bolla, che il draghetto usa per catturarle. Appare anche nel gioco Spyro: Shadow Legacy, dove viene catturata assieme ai suoi cugini nella Flotta Perduta, ma dopo essere stata liberata, lo aiuta a sconfiggere lo Stregone. È un attraente femmina di coniglio antropomorfo umanoide, con la pelliccia bianca e un ciuffo biondo in testa. Indossa un mantello viola con cappuccio, un vestito arancione e ocra con una striscia bianca in vita, stivali ocra-marroncini e ha gli occhi azzurri. Ha una personalità gentile, premurosa, dolce e comprensiva, ma non è molto brava con la magia, e fa spesso confusione con gli incantesimi e non sa controllare bene la sua magia.

### Zoe
Piccola fatina che fin dal secondo capitolo del gioco salva i progressi di gioco colpendo Spyro con un fulmine magico. In Spyro Adventure è la custode della Biblioteca delle Fate. Per questo motivo nel videogioco viene sostituita da un'altra fata al momento del salvataggio.

### Riccone
Apparso per la prima volta nel secondo capitolo della serie, Riccone (nell'originale inglese Moneybags) è un orso innamorato dei soldi che però non riesce mai a trovare un lavoro fisso. Controlla alcune zone del gioco e lascia passare Spyro solamente in cambio di un ingente numero di gemme raccolte durante le sue avventure. Alla fine del gioco Riccone è costretto a ridargli tutti i soldi per un motivo o l'altro (ad esempio, in Spyro 2 è costretto da Elora, un fauno donna, mentre in Spyro: Year of the Dragon è il draghetto stesso a riprenderseli con la forza). Riccone compare per una sola volta anche in Spyro: Enter the Dragonfly e poi in Spyro: A Hero's Tail, dove avrà un negozio per comprare i vari potenziamenti per Spyro e per Sparx.

### Professore
Una talpa-scienziato affetta da problemi di cecità ed amnesia che appare in quasi tutti i capitoli della serie a partire da Gateway to Glimmer. Originario di Avalar, è un amico di Hunter e del fauno Elora, che aiutano e che aiuteranno Spyro in seguito. Ha dei laboratori in diverse parti del mondo. Inizialmente aveva lavorato nei Mondi Dimenticati, dove aveva un centro di ricerca e dove aveva addestrato molti dei suoi allievi, tra i quali la scimmia Agente 9, ma nel perfezionare i suoi studi ad Avalar, il suo laboratorio fu abbandonato e cadde in breve tempo sotto il controllo dei Rinoc e della Maga. Dopo la sconfitta di quest'ultima in seguito agli eventi di Year of the Dragon, il Professore ha recuperato il centro di ricerca originale ed aperto uno dei suoi laboratori nel Regno dei Draghi. In A Hero's Tail ha un giovane nipote di nome Blink.

### Elora
Un fauno, amica di Hunter e del Professore. Aiuterà Spyro dandogli il libro guida di Avalar e molti suggerimenti utili.Ha una cotta ricambiata per Spyro.

### Sheila
Sheila è un canguro di montagna. Viene catturata dalla Maga, e dopo che Spyro la libera, gli racconta che i Mondi Dimenticati erano il mondo nativo dei draghi, e quando scomparvero mille anni prima, la magia scomparve con essi. Dopo aver aiutato i suoi amici capretti di montagna Bobby, Pete e Billy a tornare a casa, dato che i rinoc li avevano cacciati via, aiuta Spyro a recuperare le uova di drago, e dopo aver saputo che la Maga voleva tendergli un'imboscata, lo raggiunge e sconfiggono Buzz, un mostro creato da Bianca. Nelle montagne in cui vive, Sheila si prende la responsabilità di tenere d'occhio i suoi vicini, proteggendoli dai pericoli e dagli scherzi che si fanno e rimproverandoli quando provocano un alce.

### Sergente Byrd
James Byrd, noto semplicemente come il Sergente Byrd, è un pinguino soldato con la capacità di volare, adottato e addestrato dai colibrì da piccolo. Quando divenne adulto, si unì all'esercito e raggiunse il rango di Sergente e capo del Comitato di Resistenza dei Colibrì, ma durante una ribellione contro la Maga, venne catturato, e senza di lui, i colibrì vennero catturati e la sua base venne conquistata dai rinoc. Appare per la prima volta in Spyro: Year of the Dragon, dove viene liberato da Spyro e lo aiuta a recuperare le uova di drago rubate dalla Maga e a sconfiggere il mostro Spike. In questo gioco ha anche una fidanzata di nome Isabelle, una fata della Catena Incantata. In Spyro: A Hero's Tail, il Sergente Byrd aiuta Spyro a fermare Red recuperando le Gemme di Luce e le uova di drago nei circuiti, ma in questo gioco non vola più da sé e non trasporta più il lanciarazzi sulla schiena, ma usa invece un jetpack con il lanciarazzi incorporato.

### Agente 9
L'Agente 9 è una scimmia armata di pistola laser, un tempo assistente e alunno prediletto del Professore. Ha il grilletto facile e i nervi a fior di pelle. Anche lui è stato messo in gabbia dai Rhynoc per ordine della Maga e, dopo essere stato liberato, si allenerà nuovamente con il Professore e anche con Spyro, aiutando il draghetto viola ad affrontare la malvagia Maga in persona. Il personaggio è apparso unicamente nel gioco Spyro: Year of the Dragon.

### Bentley
Bentley è un possente yeti armato con una clava ghiacciata, particolarmente intelligente per la sua specie e ben educato, al punto da inchinarsi a Spyro dopo essere stato liberato da lui, e si esprime con un linguaggio forbito e un vocabolario vasto. Dopo essere stato liberato da Spyro lo aiuterà nella sua avventura. Ha un fratello minore, di nome Bartolomeo. Debutta in Spyro: Year of the Dragon, dove dopo essere stato salvato da Spyro, affronta i Rinoc che hanno preso il controllo del suo avamposto e poi porta il fratello al sicuro. Combattono quindi contro Scorch, un rinoc che la Maga ha trasformato in un mostro per sconfiggere i suoi nemici, mandandolo a uccidere Spyro e Bentley, ma loro riescono a sconfiggerlo. Appare anche in Spyro: A Hero's Tail, dove dà a Hunter una Gemma di Luce come tardo regalo di compleanno dopo che ha sconfitto cinque yeti che avevano invaso la sua casa.

### Cinerea
Cinerea (Cynder in inglese e nella versione originale) è una draghessa inizialmente grande, nera e potente, all'apparenza antagonista principale nel gioco The Legend of Spyro: A New Beginning. Nata dallo stesso gruppo di uova di Spyro, ha la sua stessa età. Si scopre che è sottomessa dai poteri del malvagio Maestro delle Ombre, sarà salvata da Spyro. La sua esposizione alla magia del Maestro delle Ombre le ha conferito poteri speciali superiori a quelli di un drago normale. Poteri che non smarrisce quando Spyro la libera dall'influsso del Maestro delle Ombre (anche se, invece del Fuoco, disporrà degli elementi Vento, Veleno, Paura e Ombra.), e che userà per aiutarlo nella sua battaglia in The Legend of Spyro: L'alba del drago.
Nella prima forma è di colore nero, ha 3 paia di corna ai lati del viso, gli occhi verdi con dei simboli bianco-azzurri sulla fronte, sotto gli occhi, nei fianchi delle zampe anteriori e sul fondo schiena. Le ali e la parte inferiore del corpo sono fucsia-rosso.
Nella seconda forma, cioè quando è posseduta dal Maestro delle Ombre, è molto più "bella e malvagia": prima di tutto è adulta (ma ha la stessa età di Spyro), ha due corna più lunghe e altre tre paia ai lati del viso, è nera con la parte inferiore del corpo e le ali di colore fucsia, ha una lama bianca sulla punta della coda e ne ha anche una sopra ogni ala. Inoltre mantiene (come nella prima forma) dei simboli azzurri sul corpo.
Quando Cinerea è stata liberata dal controllo del maestro delle ombre e si era rimpicciolita, i gioielli di ferro che portava (il collare sul collo, l'anello sulla coda, e i bracciali sulle zampe anteriori) erano scomparsi, ma ne L'alba del drago erano ricomparsi misteriosamente, senza che venisse data una spiegazione al riguardo nella trama del gioco. Successivamente venne rivelato da uno dei produttori che Cinerea indossò nuovamente quei gioielli per affrontare la sua paura di diventare ancora la serva del Maestro delle Ombre. Avrebbe dovuto esserci un filmato che la mostrava mentre indossare i gioielli, ma non ci fu tempo per realizzare e aggiungere la scena durante la produzione del gioco (e quindi venne tagliata).
Appare anche nella saga Skylanders con il suo nome originale, compreso nella serie animata. Il suo nome originale, Cynder, deriva dalla parola inglese cinder, che vuol dire cenere.

### Draghi Guardiani

#### Ignitus
Ignitus è il saggio mentore e tutore di Spyro nella trilogia The Legend of Spyro. Gli salva la vita quando era ancora nel guscio e lo aiuterà anche durante lo scontro con Cinerea, e gli permetterà di fuggire dall'area di Felmuth, in cui era prigioniero. Nell'ultimo capitolo della trilogia cerca di aiutare Spyro a combattere il Golem, venendo sconfitto, ma poi si riscatta permettendogli di attraversare l'anello di fuoco, ad un caro prezzo: Ignitus perde la vita per sacrificare di salvare Spyro e Cinerea (anche se alla fine del gioco, sarà resuscitato per diventare il nuovo Aedo).

#### Terrador
Terrador è il Guardiano della Terra. Di colore verde, è il terzo e penultimo drago ad essere salvato da Spyro nella fucina delle munizioni.

#### Volter
Volter è il Guardiano dell'Elettricità. Di colore giallo e dalla lingua molto lunga, è il primo drago a dover essere salvato nel corso della storia nella ghiacciaia di dante.

#### Cyril
Cyril è il Guardiano del Ghiaccio. La sua pelle è di colore azzurro e manifesta sul dorso delle corna che ricordano delle formazioni glaciali.

### Aedo
Aedo è un antico drago, custode di una preziosissima ed altrettanto antica biblioteca. Compare per la prima volta in The Legend of Spyro: The Eternal Night, dove consiglia il giovane drago sulle prossime mosse da compiere.

## Antagonisti

### Ripto
Ripto è un mago con le sembianze di un rettile nella serie di Spyro the Dragon e arcinemico del piccolo draghetto viola, apparso come antagonista principale nei giochi Spyro 2: Gateway to Glimmer, Spyro 2: Season of Flame, Spyro: Enter the Dragonfly, Spyro Adventure e Spyro: Ripto Quest, e uno dei due antagonisti principali nel videogioco crossover Spyro Fusion, assieme con il Dottor Neo Cortex. Ripto è apparso nell'epilogo del gioco Spyro: Year of the Dragon, dove è intento a discutere insieme a Nasty Norc il "problema Spyro".

### Malefor
Malefor, noto anche come il Maestro delle Ombre, è l'antagonista principale della trilogia The Legend of Spyro, derivata da Spyro the Dragon. È un antico e potente drago viola, fin da piccolo temuto a causa della sua enorme potenza tanto da venir bandito e da allora brama vendetta.

### Nasty Norc

Nasty Norc in Spyro: Reignited Trilogy

Nasty Norc (Gnasty Gnorc in inglese e nella versione originale) è un feroce e crudele orco gnomo e uno degli eterni nemici di Spyro, nonché il suo primo avversario della serie. Il personaggio è apparso come antagonista principale nel primo capitolo del gioco Spyro the Dragon e antagonista terziario nel gioco Spyro: A Hero's Tail. Nasty Norc è apparso anche nell'epilogo del gioco Spyro: Year of the Dragon, dove è intento a discutere insieme a Ripto il "problema Spyro".
É il capostipite della razza Norc, creature metà gnomo e metà orco. È una creatura imponente, di colore verde, con canini inferiori acuminati e dotata di una discreta velocità. Indossa un'armatura comprensiva di elmetto, bracciali e corazza con speroni acuminati. Imbraccia una clava, utilizzata anche come scettro per scagliare incantesimi. In Spyro: Reignited Trilogy vengono aggiunti alcuni particolari all'aspetto del personaggio, come per esempio una grossa cicatrice sul collo.
È doppiato da Michael Cough in lingua inglese e da Alessandro Ricci, Gianni Quillico e Antonello Governale in lingua italiana.

### Maga
La Maga (Sorceress in inglese e nella versione originale) è la signora indiscussa dei Mondi Dimenticati, è una maga con l'aspetto di un coccodrillo bipede, che, a propria insaputa, traeva i suoi poteri proprio dall'essenza dei draghi, è apparsa come antagonista principale nel terzo capitolo del gioco Spyro: Year of the Dragon. Dopo averli scacciati, iniziò a perdere i suoi poteri e questo la spinse ad ordinare ai suoi servitori, l'apprendista maga Bianca e i Rhynoc, di rubare le uova di drago, dai cui cuccioli avrebbe ricominciato a trarre la propria magia perduta.

### Red
Red è un drago rosso. Bandito dal Regno dei Draghi, per vendetta comincia piantare delle Gemme Nere, dei cristalli viola contenenti energia negativa che la assorbono dall'ambiente circostante facendolo marcire. Il personaggio è apparso per la prima volta come antagonista principale nel gioco Spyro: A Hero's Tail e apparve anche come antagonista secondario, poi antieroe, nel gioco Spyro: Shadow Legacy.

### Stregone
Lo Stregone (Sorcerer in inglese e nella versione originale) è il potente e malvagio signore dei Wyvern travestito da drago responsabile della calamità che ha prosciugato la maggior parte della magia dalla Terra dei Draghi, è apparso come antagonista principale nel gioco Spyro: Shadow Legacy.

### Crush e Gulp
Crush e Gulp sono i due principali scagnozzi di Ripto:
- Crush è un drago viola preistorico vissuto molti secoli fa che venne trovato da Ripto mentre era congelato dentro il ghiaccio. Non sa parlare, ha un'intelligenza piuttosto bassa e non è un grado di volare ma ha una buona forza fisica, può sputare fuoco e porta con se una grossa clava.
- Gulp è un ibrido tra un drago e un toro e l'animale domestico di Ripto. Venne salvato sul Monte Fuso dallo stesso Ripto quando era solo un cucciolo e da allora gli è sempre rimasto al suo fianco anche se il suo padrone lo maltratta.

### Gaul il Re Scimmia
Gaul il Re Scimmia è il perfido sovrano dell'esercito di scimmie al servizio del Maestro delle Ombre, apparso come antagonista principale nel gioco The Legend of Spyro: The Eternal Night.

### Dr. Neo Cortex
Il Dr. Neo Cortex è uno scienziato pazzo di bassa statura, originario dell'universo di Crash. Nel crossover Crash Bandicoot Fusion, Cortex forma un'alleanza con Ripto, nemico giurato di Spyro (anche quest'ultimo appare in questo gioco), e i suoi stipiti scagnozzi Gulp e Crush, con lo scopo di eliminare i loro nemici comuni, ma anche questo piano malvagio si rivela un fallimento.

### Spyro Oscuro
Spyro Oscuro, chiamato qualche volta anche Spyro Nero (Dark Spyro) è una versione oscura di Spyro. Il suo aspetto è identico a quello del draghetto viola ma nero con le corna bianche e compare nei seguenti media:
- In The Eternal Night Spyro Oscuro nasce dal possibile senso di colpa che Gaul fa venire a Spyro se non fosse riuscito a salvare Avalar. Dopo che il rimorso diventa sempre più grande Spyro cade in depressione e Malefor ne approfitta per possederlo e trasformarlo in una sua versione oscura. In questo stato Spyro combatte contro Gaul e lo uccide e sta per attaccare anche Cinerea e Sparx ma alla fine la draghetta nera riesce a calmarlo, la parte oscura si stacca da Spyro e se ne va. Come nel precedente capitolo è possibile usarlo come forma potenziata.
- Spyro Oscuro compare anche nella serie di Skylanders:
  - Nei videogiochi è una skin alternativa di Spyro e ha 0 importanza ai fini della trama.
  - Nella serie animata Spyro Oscuro compare inizialmente come una forma che Spyro ottiene dopo aver fatto un patto con Kaos per poter vincere tutte le gare ma col tempo il draghetto diventa sempre più cattivo e Eon separa il suo lato buono da quello malvagio che inizialmente si allea con Kaos ma poi lo tradisce. Questo Spyro Oscuro ha lo stesso carattere giocoso di Spyro ma spinto all'estremo e gioca continuamente sporco pur di vincere ma alla fine della seconda stagione viene definitivamente sconfitto da Spyro e i suoi amici. Il suo destino è ignoto poiché non è presente nella terza stagione.
- Compare inoltre, insieme a Spyro, Hunter e Nasty Norc, in Crash Team Racing: Nitro Fueled come uno dei concorrenti. In questa versione Spyro Oscuro è un clone dello stesso Spyro creato da Ripto e Nasty Norc tramite una scaglia del draghetto viola ma poiché una sola scaglia poca il clone è uscito difettoso, completamente infantile e incapace di parlare.